# Fekete-hegyi turistaház
A Fekete-hegyi turistaház (a helyi elnevezésében gyakran Sasfészek vagy Berda József kulcsosház) kulcsosház, hagyományos turistaház a Pilisben, Esztergom közigazgatási területén, Kesztölc és Pilisszentlélek között. Az emeletes építmény Duna–Ipoly Nemzeti Park részét képző Fekete-hegyen, 574 méteres magasságon található.
Az épület kezelője a Pilisi Parkerdő Zrt., üzemeltetője a Dorogi Egyetértés SE Pilis Természetjáró Szakosztály.

## Története

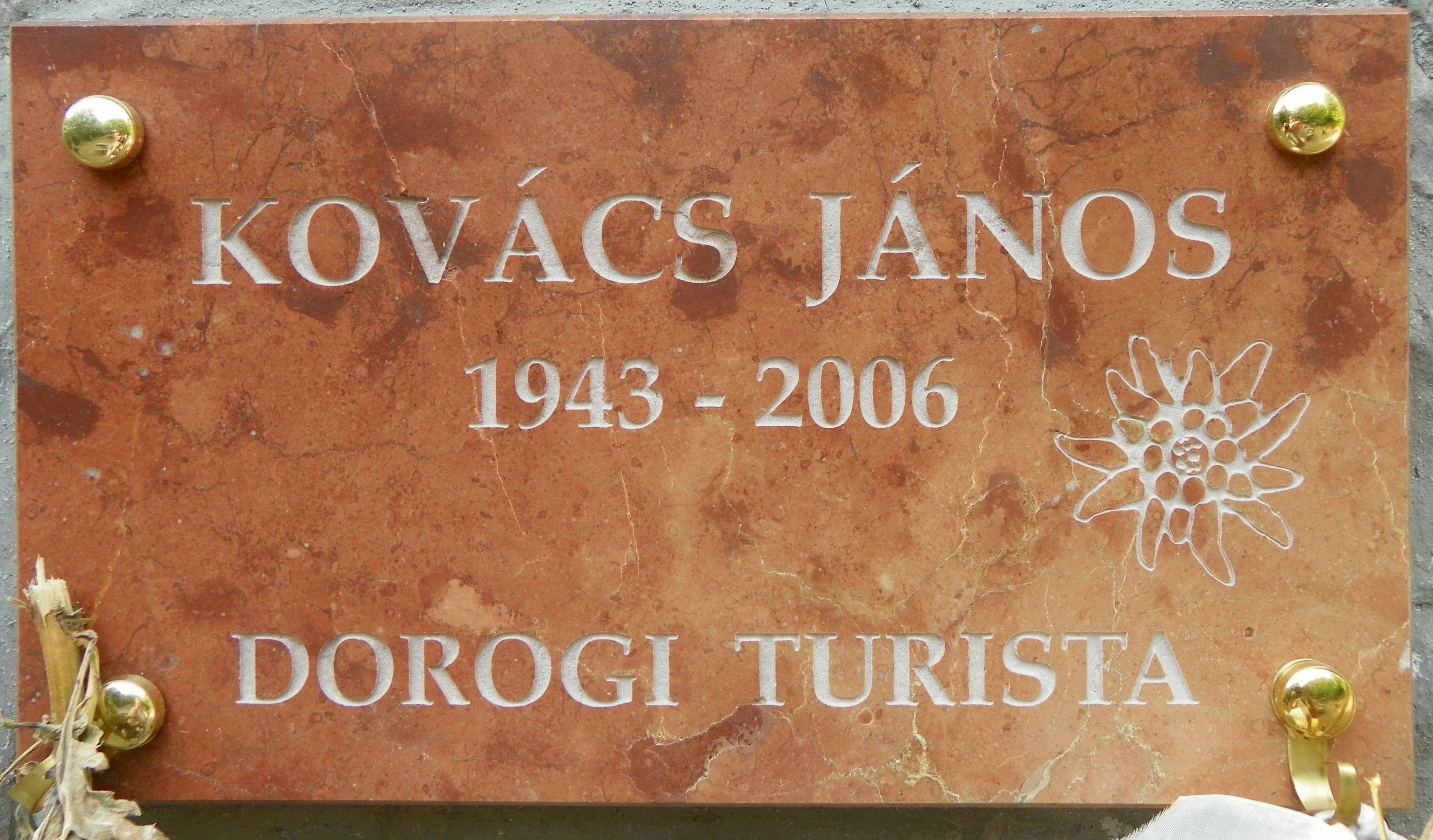
Az egyik emléktábla

Eredetileg Esztergom város és a Magyar Turista Egyesület Esztergomi Osztálya építette közösen, és 1933. október 15. óta áll a turisták rendelkezésére. A ház az 585 méter magas Fekete-hegyen, 574 méteres magasságban épült. Esztergomból való megközelítése és fenntartása körülményesnek bizonyult, és részben ebből kifolyólag rövidesen átadták a dorogi Jószerencsét Asztaltársaság részére. 1938 óta szolgálja a dorogi természetjáró szakosztályt.
A második világháború során súlyos és elhúzódó harcok színtere volt, aminek következtében komoly károkat szenvedett. A háború után újjáépítették. A munkálatok fő szervezője Hír József, a dorogi turistaszakosztály vezetője volt, aki a dorogi bányavállalat támogatása mellett számos önkéntessel, több lépcsőben valósította meg azt az építkezést és fejlesztést, amellyel az 1950-es évek elejére elnyerte új formáját. 1952-ben a Dorogi Bányász SK kezelésébe és tulajdonába került. A turistaház története során számos sport- és természetbarát játszott jelentős szerepet; Hír József mellett Pick József, Szabó István, Papp Károly, Mocsnik László és Kardos Jenő nevét érdemes megemlíteni. A gondnokok közül a legendás Gizi néni neve teljesen egybeforrt a turistaházzal. 
A Pilisi Parkerdő Zrt. kezelésében lévő házat 2014-ben 25 millió forintos beruházással felújították: a tető cseréje, a falak szigetelése, konyha és vizesblokk kialakítása, valamint új cserépkályha építése mellett új bútorzatot is kapott. Az elektromos áramot napelemek és egy aggregátor biztosítja.

## Turizmus
A napjainkig is igen nagy népszerűségnek örvendő Sasfészket rengetegen keresik fel mind a hivatásos túrázók, mind a kirándulók közül. Gyakran tartanak kihelyezett gyűléseket, összejöveteleket itt a dorogi sportegyesületek szakosztályai és a Dorogi Szénmedence Sportjáért Közalapítvány kuratóriumi tagjai.
Szállásként bárki igénybe veheti előzetes helyfoglalással az év minden évszakában; 12 férőhelyet biztosít egy emeleti hálóteremben és a földszinten. A fűtést a földszinten cserépkályha, az emeleten vaskályha biztosítja. A konyha gázrezsóval, hűtőszekrénnyel felszerelt. Meleg víz nincsen, az árnyékszék az épülettől 30 m-re, az erdőben található. Az emeleti teraszról szép kilátás nyílik Esztergomra.
Kesztölc felől a zöld négyzet; vagy zöld sáv és zöld kereszt, Pilisszentlélek felől a zöld négyzet és zöld kereszt turistajelzésen közelíthető meg.

## Kultúra
A turistaház falait emléktáblák díszítik. Közülük az egyiket Berda József költő emlékére állították, aki az utolsó turistaútján járt itt, s amelyen a Pilishez írt verséből származó idézet olvasható: „Felejthetetlen Feketehegyünk a Pilis szívében-közepében mikor mehetek fel hozzád megint?”